# Passief-agressieve persoonlijkheid
Een passief-agressieve persoonlijkheid (PAP) is een persoonlijkheidsstoornis, maar het kan ook een karaktertrek zijn. Het was tot 1994 opgenomen in de DSM, maar werd er sindsdien uit verwijderd. Het gedrag wordt gekenmerkt door een agressief denkpatroon tegenover mensen die een (verondersteld) gezag uitoefenen over de patiënt.
De passief-agressieve persoonlijkheid was gerubriceerd als een As II-persoonlijkheidsstoornis in de DSM-III, maar het is verplaatst in DSM-IV naar Appendix B (toekomstige ontwikkelingen), om reden dat er nog niet voldoende overeenstemming bestond en verder onderzoek nodig werd geacht. Het is een soort hangend stadium van puberaal gedrag, waardoor de persoon in kwestie zich nog altijd passief-agressief verzet tegen (ervaren) bevelen.

## Verzet
Het verzet kan bestaan uit:
- treuzelen op het werk, dus opdrachten niet op tijd afmaken
- prikkelbaar reageren op het krijgen van een opdracht
- het ontwijken van verplichtingen en afspraken, met het excuus die te zijn vergeten of met beroep op bijzondere, persoonlijke omstandigheden
- de vaste overtuiging beter te functioneren dan anderen beweren of ondervinden
- niet gediend zijn van adviezen van anderen
- het leveren van kritiek op gezagsdragers
- het zoeken van ruzie met meerderen of andere gezaghebbende personen.

## Kenmerken
De kenmerken zijn:
- een voortdurend aanwezig patroon van passief verzet tegen de eis van sociaal en/of beroepsmatig te functioneren;
- grillig gedrag (de ene dag onderdanig, de andere dag korzelig of stroef);
- jaloezie jegens anderen; de gezagsdragers krijgen de schuld;
- onzekerheid over het eigen talent en de eigen vakbekwaamheden;
- persoonlijke relaties zijn kortstondig en passief van aard

Af en toe komt er ook handgemeen in het spel, zodat de PAP-lijder nog meer haat en afkeer krijgt jegens anderen. Wanneer PAP-lijders kritiek of commentaar krijgen op hun eventuele tekortkomingen, trage werkzaamheden of te geringe inzet, krijgen juist hun collega's, critici of leidinggevenden daarop van hen een agressieve of 'verdedigend-terechtwijzende' reactie.